# Ulvsjön, Västmanland
Ulvsjön är en sjö i Lindesbergs kommun i Västmanland och ingår i Norrströms huvudavrinningsområde.